# Еволюція (фільм)
«Еволюція» (англ. Evolution) — американський фантастичний комедійний фільм 2001 р. Режисер — Айван Райтман, головні ролі виконували Девід Духовни, Орландо Джонс, Шонн Вільям Скотт, Джуліанна Мур і Тед Левайн. У Сполучених Штатах випущений DreamWorks, на міжнародному рівні — Columbia Pictures.
За сюжетом фільму наступний професор коледжу Айра Кейн (Девід Духовни) і геолог Гарі Блок (Орландо Джонс) розслідують падіння метеорита в Аризоні та виявляють, що він приніс із собою позаземне життя: воно розвивається швидкими темпами та налічує велику кількість різноманітних і дивовижних істот.
Еволюція оснований на розповіді Дона Джекобі, який перетворив її в сценарій разом із Девідом Даймондом і Девідом Вайсманом. Фільм спочатку задумувався як серйозний науково-фантастичний фільм жаху, допоки режисер Айван Райтман повторно не переписав більшу частину сценарію. Знімання відбувалося у Каліфорнії з $80 млн бюджетом, фільм вийшов у США 8 червня 2001 р., зібрав $98 376 292 на міжнародному рівні. Відгуки про фільм були переважно змішані, на сайті Rotten Tomatoes 43%-ий рейтинг.
Недовгий мультсеріал, Прибульці: Еволюція триває, за мотивами фільму показаний після виходу фільму в прокат.

## Сюжет
Професор коледжу, біолог Айра Кейн (Девід Духовни) і його колега-геолог стали досліджувати метеорит, що впав в пустелі Аризони недалеко від міста Глен Каньйон. При цьому вони виявили в зразках живі одноклітинні організми, що стрімко розмножуються і мутують в багатоклітинні, а потім і в тварин. Коли про це стало відомо представникам влади, вони безуспішно намагалися вивчати, а потім і знищити місце падіння метеорита.
Головні герої заповнюють пожежну машину шампунем Head & Shoulders, оскільки з'ясувалося, що саме він здатний зупинити прибульців, завдяки своєму інгредієнту сульфід селену, і вирушають на боротьбу з чужими, намагаючись випередити військовиків.
Збройні сили починають операцію раніше, і іншопланетний організм починає прискорене зростання завдяки теплу, що виділилося в результаті застосування напалму. Через деякий час утворилося величезне чудовисько, починається мітоз, Айра Кейн разом зі своїми товаришами вирішують негайно застосувати шампунь, поки іншопланетна істота не встигла розділитися. У результаті лише вченим і добровольцям вдалося знищити позаземне життя.

## Ролі
- Девід Духовни — полковник (у відставці), доктор Айра Кейн, кандидат наук
- Джуліанна Мур — доктор Еллісон Рід
- Орландо Джонс — професор і тренер (жіночий волейбол) Гаррі Фінес Блок
- Шон Вільям Скотт — Вейн Грей
- Тед Левайн — бригадний генерал Рассел Вудман
- Етан Саплі — Дік Дональд
- Майкл Бавер — Денні Дональд
- Ден Екройд — губернатор Льюїс
- Стівен Ґілборн — суддя Ґульден
- Джон Чо — студент

## Виробництво
Спочатку написаний як серйозний науково-фантастичний трилер, Іван Рейтман найняв Девіда Діамонда і Девіда Вейсмана переписати сценарій у комедійний. Оригінальний сценарист письменник, Дон Джекобі, насправді насолоджувався такими змінами, і він продовжував працювати над фільмом разом з іншими сценаристами.
Девід Духовни відхилив роль у Зоряні війни. Епізод 2: Атака клонів (2002), щоб з'явитися в цьому фільмі.
Незграбність персонажу Джуліанни Мур була її ідеєю.
Дебют в кіно для Тая Баррелла.

## Критика
На сайті Rotten Tomatoes рейтинг фільму становить 43 % зі 134 відгуків, 4.9/10.